# Abi-eszuh

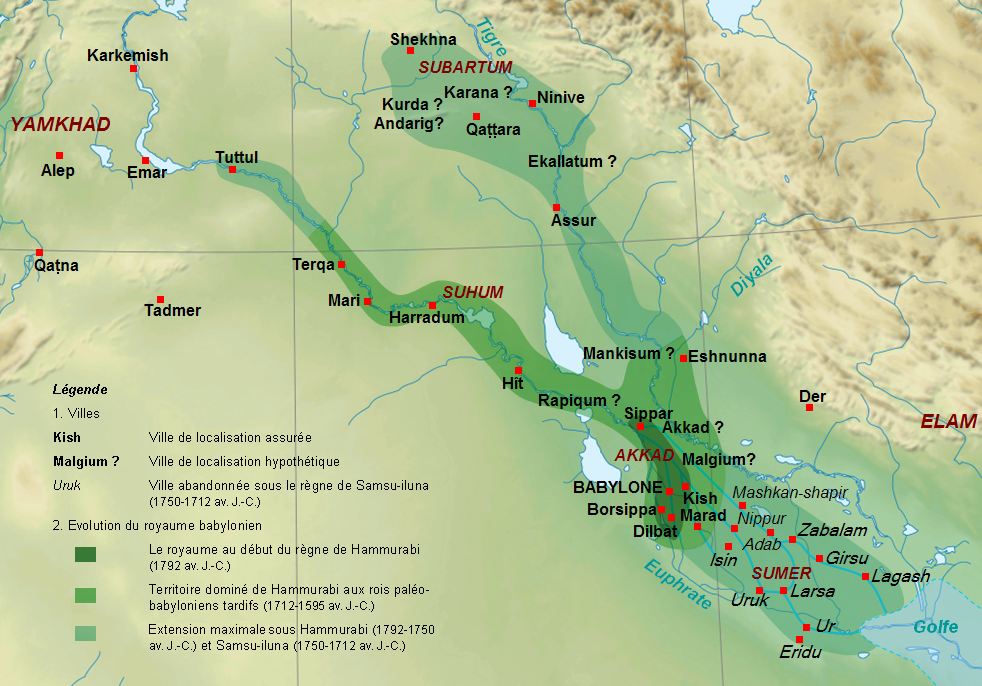
Mapa Mezopotamii w czasach panowania I dynastii z Babilonu (od Hammurabiego do Samsu-ditany).

Abi-eszuh (Abī-ešuḫ) – ósmy król Babilonii z I dynastii z Babilonu, syn i następca Samsu-iluny, panował w latach 1711–1684 p.n.e. (chronologia średnia)
„Nazwy roczne” z okresu jego panowania w większości poświęcone są wyprawom wojennym tego władcy przeciw plemionom Kasytów, napływających kolejnymi falami do Babilonii i osiedlających się na terytorium jego państwa. Wydaje się, iż pomimo podejmowanych prób, nie był on w stanie zapobiec utracie kontroli nad częścią terytoriów, przede wszystkim w rejonie Środkowego Eufratu.